# Furna
Ne doit pas être confondu avec Furna (Brava).
Furna est une commune suisse du canton des Grisons, située dans la région de Prättigau/Davos et la vallée du Prättigau.

## Histoire
La commune est la dernière du canton des Grisons à être raccordée au réseau électrique, en 1968.

## Personnalité liée à la commune
- Greti Caprez-Roffler (1906-1994), première pasteure d'Europe.